# جوردن بينا
جوردن بينا (بالإنجليزية: Jordan Pena)‏ هو لاعب كرة قدم أمريكي في مركز الوسط، ولد في 21 مايو 2000 في بايسون في الولايات المتحدة. لعب مع ريال موناركس.